# Roar Ljøkelsøy
Roar Ljøkelsøy (* 31. května 1976, Orkdal) je elitní norský skokan na lyžích.
Počátky jeho kariéry však příliš zářivé nebyly, pravidelně se ve výlsedkových listinách umísťoval v poli poražených. Svůj první závod světového poháru vyhrál 25. ledna 2003 až ve věku 26 let. V roce 2004 se zapsal mezi vynikající letce, když zvítězil v mistrovství světa v této extrémní odnoži skoků na lyžích ve slovinské Planici. V témž šampionátu získal zlatou medaili také v soutěži družstev se svými kolegy Tommym Ingebrigtsenem, Bjørnem Einarem Romørenem a Sigurdem Pettersenem. V roce 2005 získal na mistrovství světa v klasickém lyžování v německém Oberstdorfu stříbrnou medaili v individuální soutěži na velkém můstku a na stejném můstku bronzovou medaili v soutěži družstev. V roce 2006 obhájil v rakouském Kulmu zlato v letech na lyžích, totéž se mu podařilo i v soutěži družstev s jeho kolegy Tommym Ingebrigtsenem, Bjørnem Einarem Romørenem a Larsem Bystølem. V Sapporu, kde se konalo mistrovství světa v klasickém lyžování v roce 2007, získal bronzovou medaili v soutěži jednotlivců na velkém můstku a stříbrnou medaili v soutěži týmů na stejném můstku.
Jeho osobní rekord v délce skoku činí 230,5 m, dosáhl jej, podobně jako většina skokanů, na mamutím můstku ve slovinské Planici v březnu 2005. Jedná se o sedmý nejdelší skok v historii.